# Municipio de South Otter
El municipio de South Otter (en inglés: South Otter Township) es un municipio ubicado en el condado de Macoupin en el estado estadounidense de Illinois. En el año 2010 tenía una población de 465 habitantes y una densidad poblacional de 4,93 personas por km².

## Geografía
El municipio de South Otter se encuentra ubicado en las coordenadas 39°23′25″N 89°51′57″O / 39.39028, -89.86583. Según la Oficina del Censo de los Estados Unidos, el municipio tiene una superficie total de 94.29 km², de la cual 92,65 km² corresponden a tierra firme y (1,74 %) 1,64 km² es agua.

## Demografía
Según el censo de 2010, había 465 personas residiendo en el municipio de South Otter. La densidad de población era de 4,93 hab./km². De los 465 habitantes, el municipio de South Otter estaba compuesto por el 96,77 % blancos, el 0,22 % eran afroamericanos, el 1,51 % eran asiáticos, el 1,29 % eran de otras razas y el 0,22 % eran de una mezcla de razas. Del total de la población el 1,72 % eran hispanos o latinos de cualquier raza.